# Teleclo
Teleclo (in greco antico: Τήλεκλος?, Téleklos; Sparta, ... – ...; fl. IX secolo a.C.) è stato un re di Sparta della dinastia degli Agiadi.

## Genealogia
Erodoto e Pausania riportano la notizia secondo cui Teleclo fosse l'ottavo re di Sparta della dinastia degli Agiadi, in base alla seguente genealogia: Euristene > Agide I > Echestrato > Labota > Dorisso > Agesilao I > Archelao > Teleclo. Le fonti sono invece discordi su chi fosse il suo collega della dinastia degli Euripontidi. Secondo le notizie tramandate da Erodoto, il suo collega sarebbe stato Teopompo; secondo Pausania sarebbe stato invece il padre di questi, Nicandro. Secondo le genealogie dello storico Eforo, invece, che poneva uno scarto di due generazioni rispetto alla lista degli Euripontidi tramandata da Erodoto, il collega di Teleclo si configurerebbe come Carilao, nonno di Teopompo.

## Cronologia
L'epoca in cui visse e regnò Teleclo è controversa:
- Erodoto riteneva che Teleclo fosse vissuto 8 generazioni prima di Leonida[1] e, contando un periodo di 100 anni ogni 3 generazioni[6], risulta che Teleclo sarebbe vissuto circa 266 anni prima di Leonida, ovvero nel periodo 776-746 a.C.
- Altrove, Erodoto afferma che Eracle, ventunesimo antenato di Leonida, sarebbe vissuto circa 900 anni prima del proprio tempo[7], successivo di una generazione all'età di Leonida. Dividendo i 900 anni per 22 generazioni, si ricavano 40 anni per generazione, col risultato che Teleclo sarebbe vissuto circa 320 anni prima di Leonida, ovvero nel periodo 840-800 a.C.
- Secondo le notizie cronografiche riportate da Eusebio di Cesarea[8] e derivate da Diodoro Siculo (che lo storico aveva forse ripreso a sua volta dal cronografo Apollodoro di Atene)[9], Teleclo avrebbe regnato per 40 anni, nel periodo 826-786 a.C.

## Biografia

### Espansione in Laconia
Pausania racconta che Teleclo avrebbe condotto gli Spartani alla conquista delle città di Fari, Amicle e Gerontre. Si tratta di tre città nel cuore della Laconia. In particolare, da Fari e Amicle si dipanavano le vie di comunicazione principali che collegavano Sparta alla piana di Elo e al sistema del Parnone, permettendo la successiva espansione della città in queste direttrici.

### Espansione in Messenia
A Teleclo è anche collegata l'espansione spartana nella pianura Makaria e nella regione della Dentheliatis, a sud della Messenia, tra la foce del fiume Nedon e quella del Pamiso. Il geografo Strabone, infatti, racconta che proprio in questa regione Teleclo avrebbe fondato le città di Poiaessa, Echeiai e Tragion.

### Prima guerra messenica
L'espansione spartana verso la Messenia nell'epoca di Teleclo sembra confermata anche da altri racconti, che fanno della morte di Teleclo uno degli avvenimenti scatenanti della Prima guerra messenica. Strabone, infatti, riporta il racconto di Eforo secondo cui la guerra sarebbe scoppiata proprio a seguito dell'assassinio di Teleclo a opera dei Messeni nel santuario di Artemide Limnatis, al confine tra Laconia e Messenia. La stessa notizia è riportata da Diodoro Siculo e, in modo più dettagliato, da Pausania, che ricorda dell'evento una versione raccontata dagli Spartani e un'altra raccontata dai Messeni.
Il fatto che la prima guerra messenica sia stata combattuta (e vinta) dal re spartano Teopompo conferisce forza all'ipotesi secondo cui proprio quest'ultimo fosse il suo collega euripontide nella diarchia. La partecipazione di Teopompo alla guerra, infatti, sarebbe stata improbabile se questi fosse vissuto una o due generazioni dopo Teleclo.

### Culto a Sparta
Pausania tramanda che a Sparta era presente un santuario funebre (heroon) di Teleclo, situato vicino al teatro della città. Tale circostanza dimostra che il sovrano fosse oggetto di culto eroico nella città.